# Asamski jezik
Asamski jezik (অসমীয়া, asamīẏa; asambe, asami, asamiya; ISO 639-3: asm), jezik bengalsko-asamske podskupine indoarijskih jezika kojim govori preko šesnaest milijuna ljudi u sjeveroistočnoj Indiji po državama Assam, Zapadni Bengal, Meghalaya i Arunachal Pradesh, i nešto na području Bangladeša (9 000). 
Asamski ima više dijalekata, to su jharwa (pidžin), mayang, standardni asamski i zapadnoasamski (kamrupi). Državni je jezik Assama. Koristi se bengalskim pismom (বাংলা লিপি). Uz Asamce njime govore i druge jezično asimilirane skupine.

## Vanjske poveznice
- Ethnologue (14th)
- Ethnologue (15th)